# Serie A2 1983-1984 (pallavolo femminile)
La Serie A2 femminile FIPAV 1983-84 fu la 7ª edizione della manifestazione organizzata dalla FIPAV.
Delle 24 partecipanti, CUS Macerata e Isa Fano provenivano dalla Serie A1, mentre Centro Clinico Chimico Spinea, CUS Torino, Dopolavoro Ferroviario Castelvetrano, Giampaoli Ancona, I Koala Bears San Giuseppe Vesuviano e Ius Arezzo erano le neopromosse dalla Serie B. Roma XII aveva ceduto i diritti alla partecipazione alla Sisicar Roma.

## Classifiche
| Pos. | Squadra                         | Pt | G  |
| ---- | ------------------------------- | -- | -- |
| 1.   | Oreca Albizzate                 | 38 | 22 |
| 2.   | La Vecchia Marina Livorno       | 36 | 22 |
| 3.   | Jean d'Estrées Genova           | 32 | 22 |
| 4.   | Gewiss Cenate Sotto             | 30 | 22 |
| 5.   | Goldoni Carpi                   | 28 | 22 |
| 6.   | Elecar Piacenza                 | 26 | 22 |
| 7.   | Geo Survey Offshore San Lazzaro | 26 | 22 |
| 8.   | Centro Clinico Chimico Spinea   | 14 | 22 |
| 9.   | Adb Casalmaggiore               | 14 | 22 |
| 10.  | CUS Torino                      | 12 | 22 |
| 11.  | Agfacolor Piombino              | 8  | 22 |
| 12.  | Geas Sesto San Giovanni         | 0  | 22 |

| Pos. | Squadra                              | Pt | G  |
| ---- | ------------------------------------ | -- | -- |
| 1.   | Mangiatorella Reggio Calabria        | 40 | 22 |
| 2.   | Isa Fano                             | 36 | 22 |
| 3.   | Giampaoli Ancona                     | 34 | 22 |
| 4.   | I Koala Bears San Giuseppe Vesuviano | 32 | 22 |
| 5.   | Sisicar Roma                         | 26 | 22 |
| 6.   | D'Amico San Giovanni la Punta        | 24 | 22 |
| 7.   | Dopolavoro Ferroviario Castelvetrano | 18 | 22 |
| 8.   | CUS Macerata                         | 16 | 22 |
| 9.   | Ius Arezzo                           | 16 | 22 |
| 10.  | Tor Sapienza Roma                    | 12 | 22 |
| 11.  | Cannizzaro Palermo                   | 8  | 22 |
| 12.  | Le Chat Pescolanciano                | 0  | 22 |

| Promosse in Serie A1 e ammesse ai play-off scudetto | Promossa dopo spareggi | Retrocesse in Serie B |